# Мачухівська сільська рада

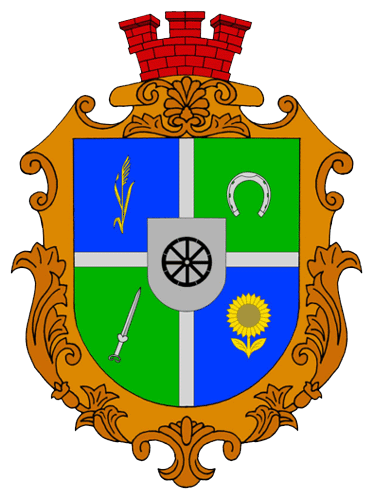
Герб

Мачухівська сільська рада — колишній орган місцевого самоврядування у Полтавському районі Полтавської області з центром у селі Мачухи.

## Населені пункти
Сільраді були підпорядковані населені пункти:
- c. Мачухи
- с. Байрак
- с. Васьки
- с. Кованчик
- с. Куклинці
- с. Мазурівка
- с. Миколаївка
- с. Снопове